# Font de Can Santadigna
La Font de Can Santadigna és una font del municipi de la Garriga (Vallès Oriental) inclosa en l'Inventari del Patrimoni Arquitectònic de Catalunya. Té la base de maçoneria concertada, que es mescla amb el volum superior, revestit de trencadís de granit i rajola en composició geomètrica, i està rematada per un fanal metàl·lic adherit orgànicament.

## Descripció

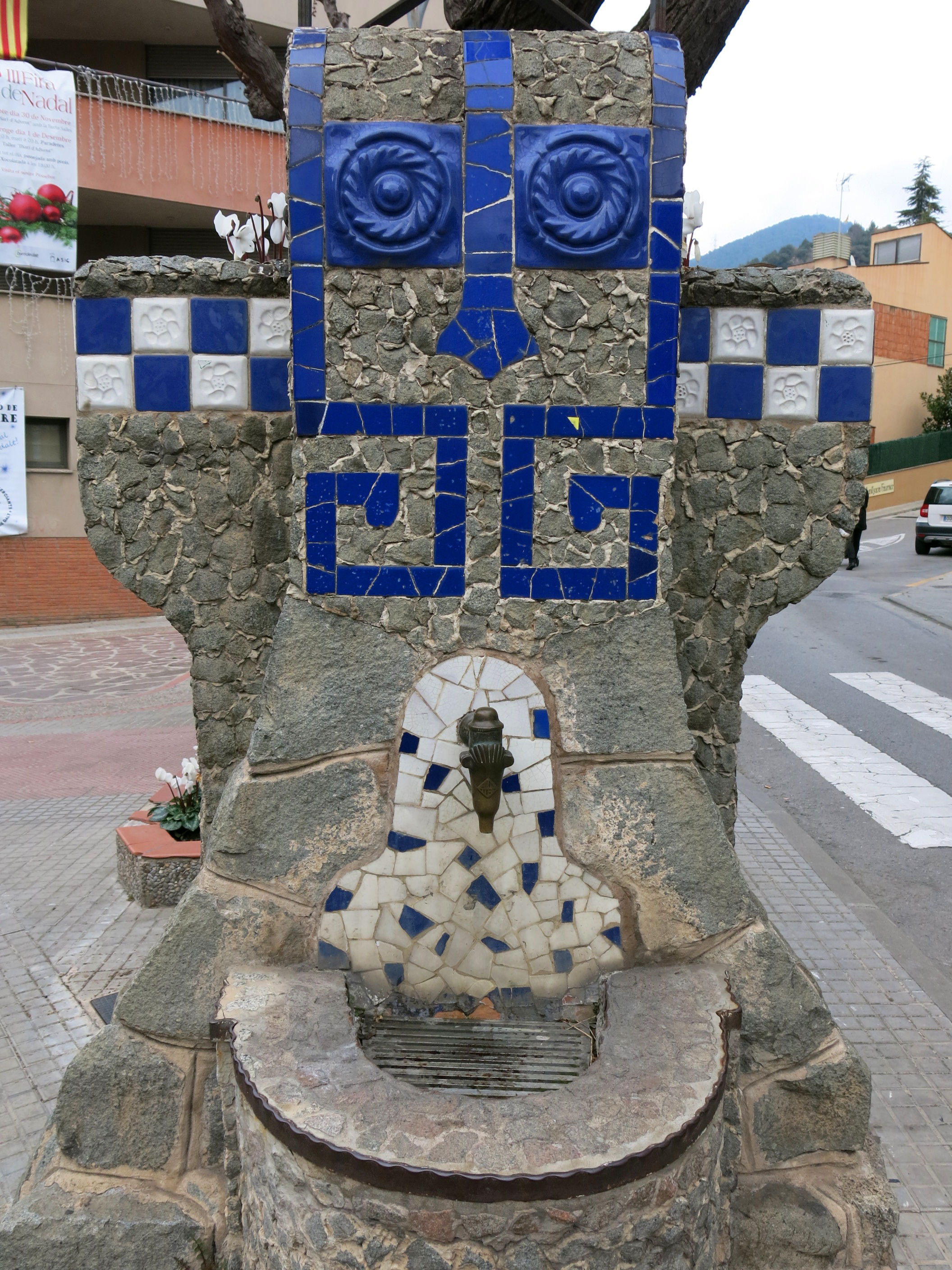
Detall de la part central de la font

La font pública de Can Santadigna està formada per un cos central de base atalussada, flanquejat a banda i banda per una jardinera; a la part inferior, i adossats a la part frontal, hi ha el brollador i la pica. Els murs són de paredat de diverses mides. La decoració està feta a base de trencadís; al cos central, la combinació d'aquests elements dona com a resultat una cara. Al perímetre superior de les jardineres hi ha una sanefa amb combinació de rajoletes blanques i blaves. A la zona del brollador, hi ha una barreja de trencadís que repeteix els colors anteriors. Coronant la font hi ha un fanal de ferro forjat, de línies sinuoses treballades a cop de fuet.

## Història
La font recull en poc espai elements característics del modernisme de Raspall. Aquesta font fou construïda juntament amb una altra que hi ha al Passeig, per facilitar l'accés a la població a l'aigua potable, tot i que en aquell moment a moltes cases ja s'hi estava portant l'aigua per mitjà de canonades. Les fonts que projecta Raspall són molt similars. Al carrer Ricomà de Granollers n'hi ha una de molt similar. a aquesta.